# Stephan von Breuning

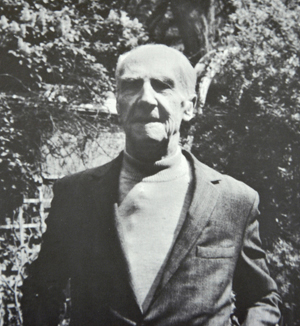
Stephan von Breuning

Stephan von Breuning (21/11/1894–11/03/1983) là nhà nghiên cứu sâu bọ người Áo

## Các nghiên cứu
Danh sách các công trình về sâu bọ của ông được xuất bản trong Bulletin de la Société Sciences Nat, number 41.
Một trong những tác phẩm nổi tiếng nhất của ông là Études sur les Lamiaires, xuất bản trong tạp chí Novitates entomologicae, 1934-1946.